# António Vitorino

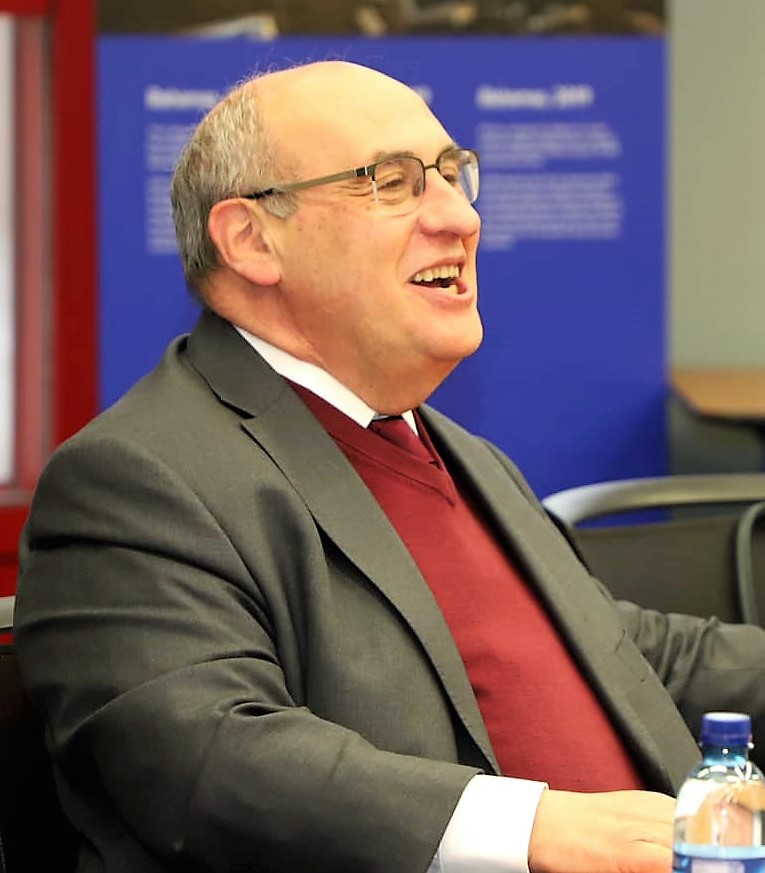
António Vitorino (2023)

António Vitorino [ɐnˈtɔni̯u vituˈrinu] (* 12. Januar 1957 in Lissabon) ist ein sozialistischer portugiesischer Politiker. Von 1999 bis 2004 war er EU-Kommissar für Justiz und Inneres.
António Vitorino erreichte den Master des Rechts und der Politischen Wissenschaft an der Rechtswissenschaftlichen Fakultät der Universität Lissabon.
1980 wurde er Mitglied des Parlamentes und fungierte dort bis 1984 als Mitglied des Ausschusses für europäische Integration. Von 1984 bis 1985 war er Staatssekretär für parlamentarische Angelegenheiten, von 1985 bis 1986 Vorsitzender des Verfassungsausschusses des portugiesischen Parlamentes. 1986 wechselte er als Staatssekretär und Vertreter des portugiesischen Präsidenten nach Macau, bis er 1989 zurückkehrte. Von 1989 bis 1994 war er portugiesischer Verfassungsrichter. 1994 wurde er Mitglied des Europäischen Parlamentes, ging aber 1995 nach Portugal zurück, um (bis 1997) stellvertretender Premierminister und Verteidigungsminister zu werden.
Im September 1999 wurde er zum EU-Kommissar für Inneres und Justiz ernannt. Das Amt gab er im November 2004 ab. Vom 11. bis 14. Juni 2015 nahm er an der 63. Bilderberg-Konferenz in Telfs-Buchen in Österreich teil.
Er war 2017 im Beirat der International Migration Initiative (Teil der Open Society Foundations) und des Transatlantic Council on Migration (Teil des Migration Policy Institute).
Am 29. Juni 2018 wurde Vitorino zum neuen Generaldirektor der Internationalen Organisation für Migration (IOM) gewählt. Er trat damit die Nachfolge von William L. Swing an, dessen Amtszeit im September 2018 endete. Mit Vitorino wurde erst zum zweiten Mal seit deren Gründung 1951 eine Person, die kein US-Amerikaner ist, an die Spitze der Organisation gewählt. Der Kandidat der USA, Ken Isaacs, war bereits vor dem letzten Wahlgang ausgeschieden.
António Vitorino ist verheiratet und hat zwei Kinder. Er hat mehrere politikwissenschaftliche Bücher geschrieben.
Er ist Mitglied der International Gender Champions, die sich für Geschlechtergleichstellung in nationalen und internationalen Organisationen einsetzt.

## Auszeichnungen
- 1997: Großoffizier des Ordens der Republik Ägypten
- 2002: Großes Goldenes Ehrenzeichen am Bande für Verdienste um die Republik Österreich[3]
- 2002: Großkreuz des Ordens San Raimundo de Penafort